# Rocky Boy's reservat
Rocky Boy’s reservat er det knap 500 km2 store område i Hill - og Choteau County i det nord-centrale Montana, hvor den føderalt anerkendte chippewa cree stamme holder til.:2  Reservatet er opkaldt efter chippewa høvding Rocky Boy som en hyldest til ham.:17  (Rocky Boy er en amerikansk oversættelse af høvdingens navn, der mere rigtigt skal oversættes til Stone Indian:17  eller måske Stone Child).:133 
Oprettet den 7. september 1916 via en lov fra kongressen er Rocky Boy’s reservat det sidst dannede i Montana, og det er også det mindste af statens syv reservater.:12  Det blev skabt som et resultat af flere års appel fra de traktatløse folk i chippewa cree stammen om at få et sted at kalde deres eget:13  efter at have flakket omkring i Montana i næsten 30 år.:8 
Reservatet var oprindeligt langt mindre. USA fandt siden plads i reservatet til flere af Montanas traktatløse indianere:134  eller metis,:7  sådan som loven fra 1916 gav mulighed for.:11  Reservatet ligger i en del af Montana, som plains cree stammens gamle fjender i blackfoot - og gros ventre stammen havde fået traktat på i 1855.:69 

## Montanas traktatløse chippewa crees
Plains cree indianerne under bl.a. høvding Little Bear krydsede og genkrydsede grænsen mellem Canada og Montana i jagten på bisoner nord for Milk River fra omkring 1881.:61  For ikke at blive retsforfulgt for deres formodede deltagelse i Louis Riels mislykkede metis-oprør mod de canadiske myndigheder i 1885:134  eller for deres drab på hvide i Canada, flyttede de permanent deres tipi-lejr til Montana. USA's politik med hensyn til disse ”britiske” eller ”canadiske” plains crees på amerikansk jord i efteråret 1885 var, at man kun ville tvinge dem tilbage over grænsen, hvis Canada krævede det. En årrække blev de derfor tålt i Montana.:16 
I det samme årti søgte Rocky Boys lejr af ”amerikanske” plains chippewaer først til Canada og siden til Montana for at undgå livet i et reservat i Minnesota.:133  Under opholdet i Canada indgik cree høvding Little Bear og Rocky Boys søster ægteskab.:83 
Engang omkring 1890 slog de to lejre i Montana sig sammen.:134  Folkene i de knap 100 tipier klarede sig bedst muligt ved at sætte dyrefælder, jage og fiske og også ved at arbejde som brændehuggere. En tid opholdt de sig ved militærstationen Fort Assiniboine, der i strenge vintre forsynede lejren med proviant.:83 
Little Bears plains crees blev eskorteret tilbage til Canada i 1896, men Little Bear og mange med ham fandt vej sydpå til Montana igen.:14  På et tidspunkt delte folkene sig i mindre lejre og vandrede omkring hver for sig. De gjorde sig upopulære ved at slå lejr i udkanten af de hvides byer, hvor de modtog lidt hjælp, indtil de drog videre.:134 
Rocky Boy og Little Bear begyndte at bede myndighederne om et sted at kalde deres eget. De fik en aldrig glemt støtte fra bl.a. redaktør William Bole på avisen Great Falls Tribune, indianer - og cowboy-maleren Charles M. Russell og den indianerinteresserede Frank B. Linderman i Helena.:8 

## Etableringen af Rocky Boys reservatet
De første planer om at bosætte chippewa cree stammen i et af Montanas seks eksisterende indianer-reservater viste sig at være urealistiske.:134  I 1911 var Fort Assiniboine blevet lukket, og det forladte og føderalt ejede militærområde kom op som en mulighed for et særskilt reservat; muligvis på initiativ fra chippewaen Pah-nah-to.:14 
Trods protester fra flere hvide i den nærliggende by Havre slog chippewa cree stammen sig ned ved Fort Assiniboine i december 1913 med officiel tilladelse. Rocky Boy døde i april 1916.:78  Den 7. september samme år blev chippewa cree reservatet etableret. Det omfattede ca. 225 km2 af den sydlige del af militærområdets areal på knap 300 km2:15  og inkluderede bl.a Bear Paw Mountains; et helligt område for reservatets plains crees.:14  Til start boede der 425 mennesker.:134 

## Rocky Boys reservatet senere
Store dele af reservatet er tørt prærieland uegnet til andet end kvæghold.:134  Straks fra start led reservatet under en ubalance mellem det økonomisk brugbare areal og befolkningens størrelse. Ad flere omgange er der derfor lagt tilstødende områder til reservatet. I 1947 blev det udvidet med 180 km2.:66  I 1979 var det 420 km2 stort og efter to udvidelser i 1990erne nærmede Rocky Boy’s reservatet sig et areal på 500 km2.:37 
Stammen tilsluttede sig Indian Reorganization Act (IRA) kort efter lanceringen i 1934 af Commissioner of Indian Affairs (kommissær for indianske anliggender) John Collier.:102 
I år 2000 var der 2.676 registrerede indbyggere i Rocky Boy’s reservatet, hvoraf 2.578 var indianere.:8 